# Championnat d'Arabie saoudite de football 1979-1980
Navigation
Saison précédente Saison suivante
La saison 1979-1980 du Championnat d'Arabie saoudite de football est la quatrième édition du championnat de première division en Arabie saoudite. La Premier League regroupe les dix meilleurs clubs du pays au sein d'une poule unique où ils s'affrontent deux fois au cours de la saison, à domicile et à l'extérieur. À la fin de la compétition, les deux derniers du classement sont relégués et remplacés par les deux meilleurs clubs de deuxième division.
C'est le club d'Al Nasr Riyad qui remporte le championnat en terminant en tête du classement final, avec trois points d'avance sur le tenant du titre, Al-Hilal FC et huit sur un duo composé d'Al Ittihad et d'Al Ahli. Après trois places de dauphin lors des trois dernières saisons, c'est le tout premier titre de champion d'Arabie saoudite de l'histoire du club.

## Les clubs participants
| - Al Nasr Riyad - Al-Hilal FC - Al Ahli - Al Ittihad - Al Wehda | - Al Qadisiya Al Khubar - Al Shabab Riyad - Promu de D2 - Ohud Médine - Promu de D2 - Ettifaq FC - Al-Nahda |

## Compétition

### Classement
Seul le total de points des équipes est connu. Le barème utilisé pour établir le classement est le suivant :
- Victoire : 2 points
- Match nul : 1 point
- Défaite : 0 point

| Rang | Équipe                | Pts | J  | G | N | P | Bp | Bc | Diff |
| ---- | --------------------- | --- | -- | - | - | - | -- | -- | ---- |
| 1    | Al Nasr Riyad         | 29  | 18 |   |   |   |    |    |      |
| 2    | Al-Hilal FC T         | 26  | 18 |   |   |   |    |    |      |
| 3    | Al Ittihad            | 21  | 18 |   |   |   |    |    |      |
| 4    | Al Ahli               | 21  | 18 |   |   |   |    |    |      |
| 5    | Al Shabab Riyad P     | 17  | 18 |   |   |   |    |    |      |
| 6    | Ettifaq FC            | 16  | 18 |   |   |   |    |    |      |
| 7    | Al-Nahda              | 15  | 18 |   |   |   |    |    |      |
| 8    | Al Qadisiya Al Khubar | 14  | 18 |   |   |   |    |    |      |
| 9    | Al Wehda              | 13  | 18 |   |   |   |    |    |      |
| 10   | Ohud Médine P         | 8   | 18 |   |   |   |    |    |      |

|  | Champion d'Arabie saoudite 1979-1980               |
|  | Relégation directe en deuxième division            |
|  | T : Tenant du titre P : Promu de deuxième division |

## Bilan de la saison
| Championnat d'Arabie saoudite de football 1979-1980                        |                           |
| Champion                                                                   | Al Nasr Riyad (1er titre) |
| Coupes et trophées                                                         |                           |
| Vainqueur de la Coupe d'Arabie saoudite 1979-1980                          | Non disputée              |
| Promotions et relégations                                                  |                           |
| Promus en Premier League                                                   | Al Riyad SC               |
| Promus en Premier League                                                   | Al Jabalain               |
| Relégués en Championnat d'Arabie saoudite de football de deuxième division | Al Wehda                  |
| Relégués en Championnat d'Arabie saoudite de football de deuxième division | Ohud Médine               |